# مرزن (السبرة)

تعديل مصدري - تعديل

مرزن محلة تابعة لقرية السحية، التابعة لعزلة الابروة بمديرية السبرة إحدى مديريات محافظة إب في الجمهورية اليمنية.، بلغ تعداد سكانها 192 حسب تعداد اليمن لعام 2004.